# 厚生経済学の基本定理
厚生経済学の基本定理（こうせいけいざいがくのきほんていり、英: Fundamental theorems of welfare economics）とは、以下のパレート効率性と競争均衡配分の関係について述べた2つの定理のことである。1950年代にケネス・アローとジェラール・ドブルーが厳密な数学的証明を与えた。
厚生経済学の第一基本定理消費者の選好が局所非飽和性を満たせば、競争均衡によって達成される配分はパレート効率的である、というものである。局所非飽和性とは、どんなにわずかにでも消費量の増減が許されるならば、より好ましい消費量を実現できるという仮定である。
厚生経済学の第二基本定理局所非飽和性に加え選好の凸性などのしかるべき追加的条件の下で、任意のパレート効率的配分は、適当な所得分配を行うことによって競争均衡配分として実現可能であるというものである。

## 第一定理の解釈
私的所有制完全競争経済において、需給法則に基づく価格メカニズムを通じてパレート効率性という望ましい資源配分が実現できることを示しているというのが、厚生経済学の第一基本定理に対する有力な見方である。この定理はアダム・スミスの「（神の）見えざる手」を資源配分の文脈で理論的に再構成しているという見方もある。
このような見方に基づいて、パレート効率性を達成するためには、特に政府は経済に介入すべきではないという結論が引き出される事が多い。ただし、このような政策を正当化するには、競争均衡が実体経済で実現するという想定が適当か否かを考える必要がある。例えば、完全競争の想定は適当であるか、私有制が確立しているのか（所有権の明確性）、なんらかの要因で市場は欠けていないか、経済に競争均衡が存在するための条件がみたされているのか（規模に関する収穫非逓増、選好の凸性など）などについて検討する必要がある。また、外部性や公共財がある経済は、古典的な私的所有制経済には含まれないため、この定理の大前提は成り立たず、競争均衡は一般にパレート効率性を達成しない（このような状態を市場の失敗という）ことにも注意しなければならない。